# Расизм у Південній Кореї
Расизм у Південній Кореї був визнаний дослідниками та ООН широко розповсюдженою проблемою.

## Огляд
З 2000-х років зростання імміграції до Південної Кореї спричинило більш гостру дискримінацію, а також викликало критику проявів расизму. Газети часто пишуть про дискримінацію іммігрантів та її форми. Найпоширеніші форми дискримінації: виплата заробітної плати нижчої за мінімальну платню, затримка заробітної плати, небезпечні умови праці, фізичне насилля та загальна зневага. В опитуванні Світові Цінності 2017—2020 років з 1245 опитаних південнокорейців 15,2 % повідомили, що не хотіли б мати сусіда іншої раси. Порівнюючи з опитуванням 2010—2014 років, у якому з 1200 опитаних 44,2 % сказали, що не хотіли б, аби іммігранти або іноземні працівники були їхніми сусідами, це вказує на різке зменшення расистських поглядів серед населення. Найчастіше дискримінують іммігрантів з інших країн Азії та з Африки, рідше — європейців та білих американців. Останні можуть отримувати так зване «надмірно добре ставлення» зі сторони корейців. Також дискримінуються діти змішаної раси, корейці китайського походження та північнокорейські іммігранти.

## Історія
Дослідники вважають, що національна ідентичність корейців походить від давньої традиції «тисячі років „чистих“ кровних ліній, спільної мови, звичаїв та історії» та була зміцнена під час та після японської окупації у XX столітті. Після спроб японців зруйнувати корейську історію, мову та культуру, корейці використовували етноцентризм та етнонаціоналізм для повернення суверенітету своєї країни.
Азійська фінансова криза 1997 року — подія, яка сформувала домінантне ставлення корейців до іммігрантів-іноземців. Під час кризи 1997 року МВФ змусив Південну Корею взяти фінансову допомогу, і це мало негативний вплив на економіку країни. Ця подія спричинила закриття фінансових установ, зменшення заробітної плати більшості населення, крім того, 5 % працівників втратили роботу.

## Освіта
Лише 40 % школярів змішаної раси або тих, які були народжені у міжнародних шлюбах, однокласники вважають корейцями. Майже 50 % школярів повідомили, що їм складно спілкуватися зі школярами іншої національності. Головними причинами цього явища були названі: інший колір шкіри однокласників (24,2 %), страх бути зацькованим іншими корейськими школярами (16,8 %) та почуття сорому за дружбу з дітьми змішаної раси.
Серед корейських дітей є тенденція дискримінувати африканців та людей африканського походження. У дослідженні 2015 року, проведеному організацією Education Research International, корейські діти реагують негативно на персонажів із темною шкірою на ілюстраціях до книжок. Таке ставлення дітей розглядається як відображення упередженості батьків щодо темношкірих людей та оточення, де домінують білі люди.
Дослідження в академічній сфері показують, що студенти корейських коледжів виявляють дискримінацію щодо іноземних професорів, називаючи їх власними іменами та не виявляючи такої ж поваги до них, як традиційно виявляють до своїх корейських професорів. Викладання дуже поважається і шанується в корейській культурі, і ця різниця у ставленні помічається багатьма університетськими викладачами-іноземцями.

## Державне управління
Недавні закони — зокрема, «Про зайнятість іноземних робітників» (2004 рік) та «Про підтримку багатокультурних сімей» (2008 рік) — покращили становище іммігрантів, ефективніше захистивши їхні права та покращивши умови праці. У 2011 році південнокорейські військові відмовились від постанови, яка забороняла чоловікам змішаної раси брати участь у військовій службі. Частково це було акредитовано міжнародним тиском — зокрема, Комітетом ООН з питань ліквідації расової дискримінації, який заявив, що вперте етніко-центричне мислення в Південній Кореї «може перешкодити реалізації рівного ставлення та поваги до іноземців і людей, що належать до різних рас і культур».
Станом на січень 2018 року в Південній Кореї ще не був ухвалений закон про боротьбу з дискримінацією, який був рекомендований Комітетом ООН з прав людини в 2015 році. Закон постійно затримували через «відсутність громадського консенсусу». В результаті, людям часто відмовляють у роботі в підприємствах чи в поїздках на таксі через їхню етнічну приналежність. У липні 2018 року масовий протест проти єменських біженців, які прибули на острів Чеджу, викликав обурення в Південній Кореї.
Згідно з опитуванням, проведеним Національною комісією з прав людини Кореї в 2019 році серед іноземних резидентів Південної Кореї, 68,4 % респондентів повідомили, що зазнали расової дискримінації. Багато респондентів зазначили, що зазнали цього через їхній рівень знання корейської мови (62,3 %), через те, що вони не були корейцями (59,7 %) або через свою расу (44,7 %). Закони про захист від дискримінації були розроблені у 2007, 2010 та 2012 роках. Однак, законопроєкти не мали підтримки консервативних протестантів. У 2020 році Ліберальна Партія Справедливості зробила ще одну спробу «заборонити всі види дискримінації через стать, інвалідність, вік, мову, країну походження, сексуальну орієнтацію, фізичний стан, освіту та будь-яку іншу причину».

## Расизм в сторону мігрантів
Діти-мігранти без документів не мають багатьох прав, якими користуються їхні південнокорейські однолітки. Процес, що використовується для визначення статусу біженців, призначений «не для захисту біженців, а для того, щоб їх не впускати в країну». Поряд з іншими відмінностями в культурі та мовах, дискримінація та відсутність доступу до основних послуг є перешкодами, з якими стикаються біженці, особливо мігранти з Північної Кореї. Часто жінки-іноземки є жертвами домашнього насильства та дискримінації. Незахищені чинним законодавством, ці випадки часто залишаються незареєстрованими або недореєстрованими.
Працівникам-мігрантам дозволяється змінювати роботу лише з дозволу минулого роботодавця. Працівники-мігранти, які працюють у сільськогосподарському секторі, малому бізнесі та побутових послугах, є найбільш уразливими до дискримінації через тимчасовий характер їхньої роботи.

## Сучасні проблеми

### Пандемія коронавірусу
Під час пандемії COVID-19 1,4 мільйона іноземців, які проживали у Південній Кореї, були виключені з урядового плану субсидій, який включав кошти допомоги на суму до 1 мільйона вон корейським домогосподарствам. Хоча всі люди сприйнятливі до вірусу, лише іноземці, які перебувають у шлюбі з громадянами Кореї, мали право на отримання грошей через їхній «міцний зв'язок з країною». Після негативної реакції фінансова допомога була надана більшості іноземців у серпні того ж року.
У 2020 році пандемія змусила школи Південної Кореї повністю вийти на онлайн-навчання, але діти іммігрантів та біженців не отримали належних можливостей для навчання через відсутність відповідної навчальної програми в Інтернеті.
У березні 2021 року кілька регіонів Кореї наказали всім іноземцям пройти тестування на COVID-19, пригрозивши отриманням штрафу у випадку відмови. Цей наказ був розкритикований активістами за дискримінацію та расизм.